# Palacio San Martín
El Palacio San Martín, també anomenat Palacio Anchorena, és la seu cerimonial de la Cancelleria de la República Argentina, dependent del Ministeri de Relacions Exteriors i està situat davant de la Plaça San Martín, al barri de Retiro de Buenos Aires.

## Història
El palau d'estil Beaux Arts va ser dissenyat per a Mercedes Castellanos de Anchorena, membre d'una de les famílies més representatives de l'aristocràcia portenya, per l'arquitecte Alejandro Christophersen el 1905. Construït a partir de 1909, va ser inaugurat per la família Anchorena per commemorar el centenari de la declaració de la Independència de l'Argentina. Des de la seva edificació i durant els vint anys en què va ser propietat de la família Anchorena va ser conegut popularment com el «Palau Anchorena», fins que el 1936 va ser adquirit pel govern argentí i es va convertir en la seu del Ministeri de Relacions Exteriors, passant-se a anomenar-se «Palacio San Martín». L'any 1993 es va inaugurar l'Edifici Cancelleria a Buenos Aires, un modern edifici per al funcionament d'aquest Ministeri, quedant el tradicional palau com la seu cerimonial de la Cancelleria Argentina.
El palau conté moltes obres d'art d'artistes argentins i americans del segle xx, com Antonio Berni, Pablo Curatella Manes, Lino Enea Spilimbergo i Roberto Matta. A més, es troba en ell una col·lecció d'art precolombí i una biblioteca especialitzada en dret internacional i de història de les relacions internacionals. Així mateix funciona allà el Museu de la Diplomàcia Argentina.
És considerat monument històric nacional (MHN) des de 1994.

## Galeria d'imatges

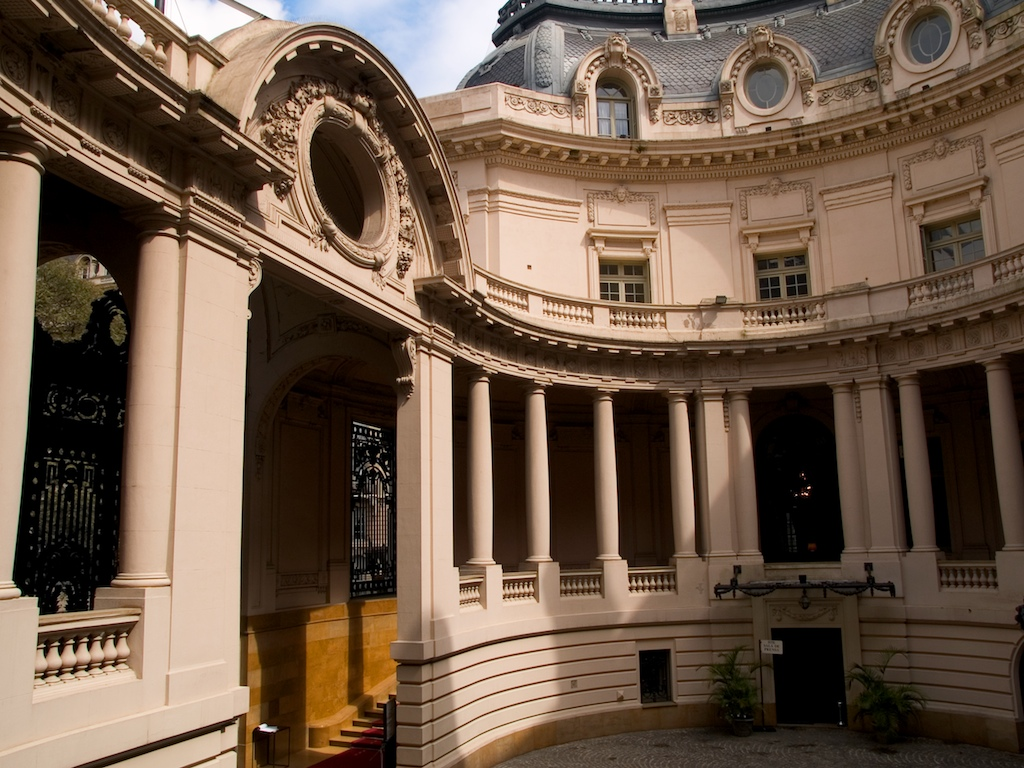
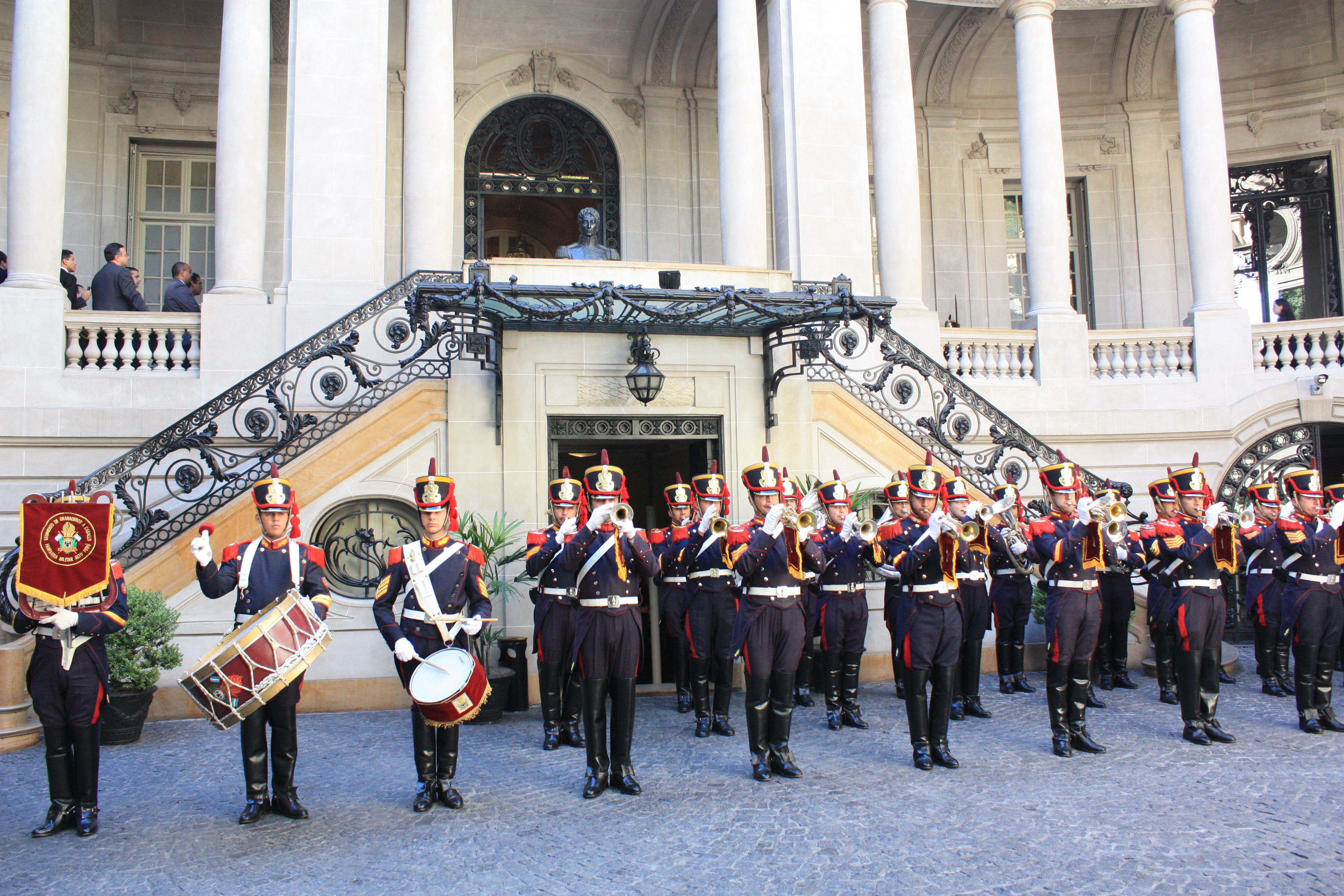
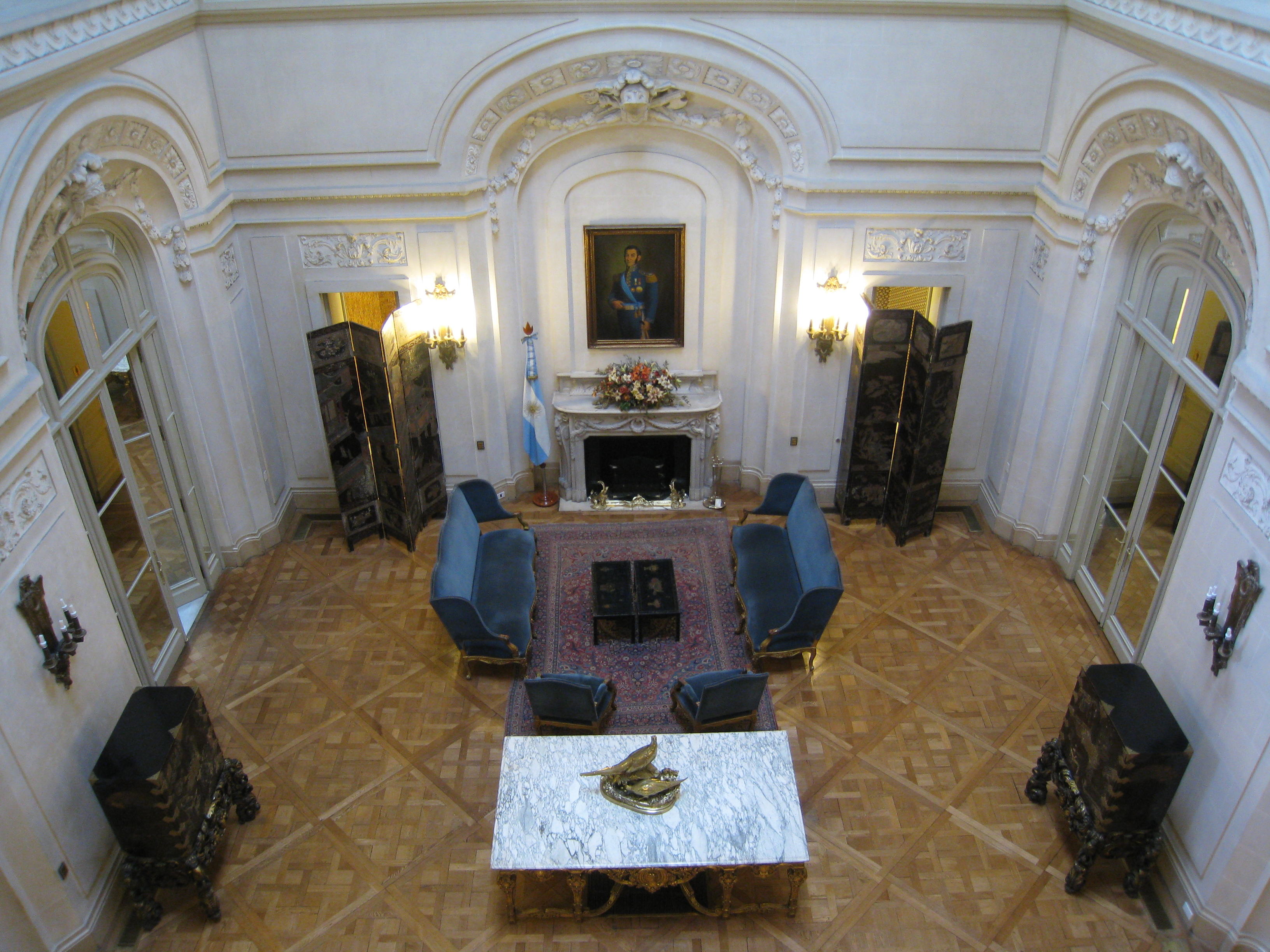
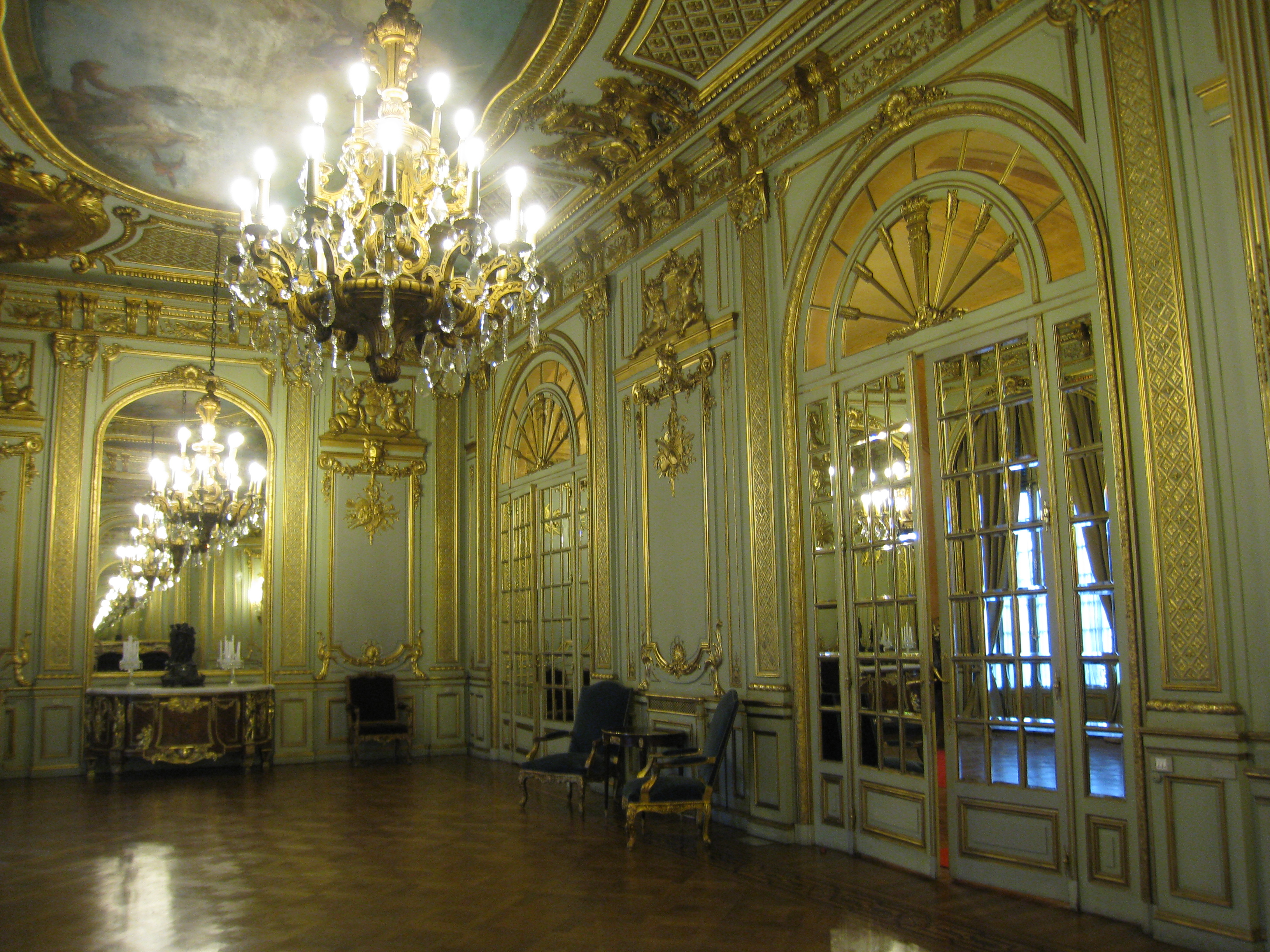